# Anders Andersson i Hyvlinge
Anders Andersson (i riksdagen kallad Andersson i Hyvlinge), född 19 november 1786 i Torstuna församling, Västmanlands län, död där 10 november 1872, var en svensk riksdagsman i bondeståndet.
Andersson företrädde Väsby fögderi av Västmanlands län vid riksdagarna 1823 och 1828–1830 samt Väsby fögderi och Vagnsbro härad 1834–1835.
Vid 1823 års riksdag var han ledamot av bondeståndets enskilda besvärsutskott, förstärkta bankoutskottet, suppleant i förstärkta konstitutionsutskottet, ledamot i konstitutionsutskottet och i förstärkta statsutskottet. Vid 1828–1830 års riksdag var han ledamot i bankoutskottet, suppleant för fullmäktige i riksbanken och ledamot i förstärkta statsutskottet. Vid 1834–1835 års urtima riksdag var Andersson ordningsman i bondeståndets klubb, ledamot i bankoutskottet, suppleant för fullmäktige i riksbanken, elektor för val av justitieombudsmannens efterträdare.